# NGC 6746
NGC 6746 (другие обозначения — PGC 62852, ESO 141-29, IRAS19058-6202) — галактика в созвездии Павлин.
Этот объект входит в число перечисленных в оригинальной редакции «Нового общего каталога».